# Encinasola
Encinasola település Spanyolországban, Huelva tartományban. Encinasola Oliva de la Frontera, Jerez de los Caballeros, Higuera la Real, Cumbres de San Bartolomé, Aroche, Barrancos és Moura községekkel határos. Lakosainak száma 1260 fő (2024).

## Népesség
A település népessége az utóbbi években az alábbiak szerint változott:
| Lakosok száma | 1772 | 1673 | 1634 | 1596 | 1540 | 1304 | 1365 | 1305 | 1292 | 1260 |
|               | 2001 | 2004 | 2006 | 2009 | 2011 | 2014 | 2016 | 2019 | 2021 | 2024 |